# Лілієнталь (Нижня Саксонія)
Лілієнталь (нім. Lilienthal) — сільська громада в Німеччині, розташована в землі Нижня Саксонія. Входить до складу району Остергольц.
Площа — 72,03 км2. Населення становить 19 922 ос. (станом на 31 грудня 2021).